# タキサジエン-5α-ヒドロキシラーゼ
タキサジエン-5α-ヒドロキシラーゼ（taxadiene 5α-hydroxylase）は、ジテルペノイド生合成酵素の一つで、次の化学反応を触媒する酸化還元酵素である。
タキサ-4,11-ジエン + 還元型受容体 + O2 {\displaystyle \rightleftharpoons } タキサ-4(20),11-ジエン-5α-オール + 受容体 + H2O
この酵素の基質はタキサ-4,11-ジエン、還元型受容体とO2で、生成物はタキサ-4(20),11-ジエン-5α-オール、受容体とH2Oである。
この酵素は酸化還元酵素に属し、基質に特異的に作用する。酸素は酸化剤として還元されると同時に基質に取り込まれる。組織名はtaxa-4,11-diene,hydrogen-donor:oxygen oxidoreductase (5α-hydroxylating)である。